# Gare de Farschviller
Gare de Farschviller – stacja kolejowa w miejscowości Farschviller, w departamencie Mozela, w regionie Grand Est, we Francji. Jest zarządzana przez SNCF i obsługiwana przez pociągi TER Grand Est.

## Położenie
Znajduje się na linii Haguenau – Falck-Hargarten, na km 96,830 między stacjami Hundling i Farébersviller, na wysokości 261 m n.p.m.

## Linie kolejowe
- Linia Haguenau – Falck-Hargarten